# تپه ناودربند
تپه ناودربند مربوط به عصر برنز ـ دوره ایلخانی است و در شهرستان تکاب، بخش مرکزی، دهستان کرفتو، روستای قلدره علیا واقع شده است. این اثر در تاریخ ۳۰ دی ۱۳۸۵ با شمارهٔ ثبت ۱۶۷۸۸ به عنوان یکی از آثار ملی ایران به ثبت رسیده است.